# Rovina e ascesa
Rovina e ascesa (Ruin and Rising) è un romanzo fantasy del 2014 della scrittrice statunitense Leigh Bardugo, terzo capitolo della trilogia ambientata nel mondo dei Grisha.

## Storia editoriale
Il romanzo è stato edito in italiano per Mondadori il 30 marzo 2021.

## Trama
Dopo la battaglia contro l'oscuro, Alina, senza i suoi poteri, si trova nella Cattedrale Bianca, un luogo sotterraneo pieno di tunnel, sotto la protezione dell'Apparat